# 馬泰埃什蒂鄉
45°4′N 23°51′E / 45.067°N 23.850°E
馬泰埃什蒂鄉（羅馬尼亞語：Comuna Mateești, Vâlcea），是羅馬尼亞的鄉份，位於該國西南部，由沃爾恰縣負責管轄，面積29平方公里，海拔高度440米，2002年人口3,219，人口密度每平方公里110人。